# برانسون غرين
برانسون غرين (بالإنجليزية: Brunson Green)‏ هو منتج أفلام أمريكي، ولد في 1 نوفمبر 1967 في جاكسون في الولايات المتحدة.

## وصلات خارجية
- برانسون غرين على موقع IMDb (الإنجليزية)
- برانسون غرين على موقع بوكس أوفيس موجو (الإنجليزية)
- برانسون غرين على موقع قاعدة بيانات الفيلم (الإنجليزية)